# Arènes de Lutèce

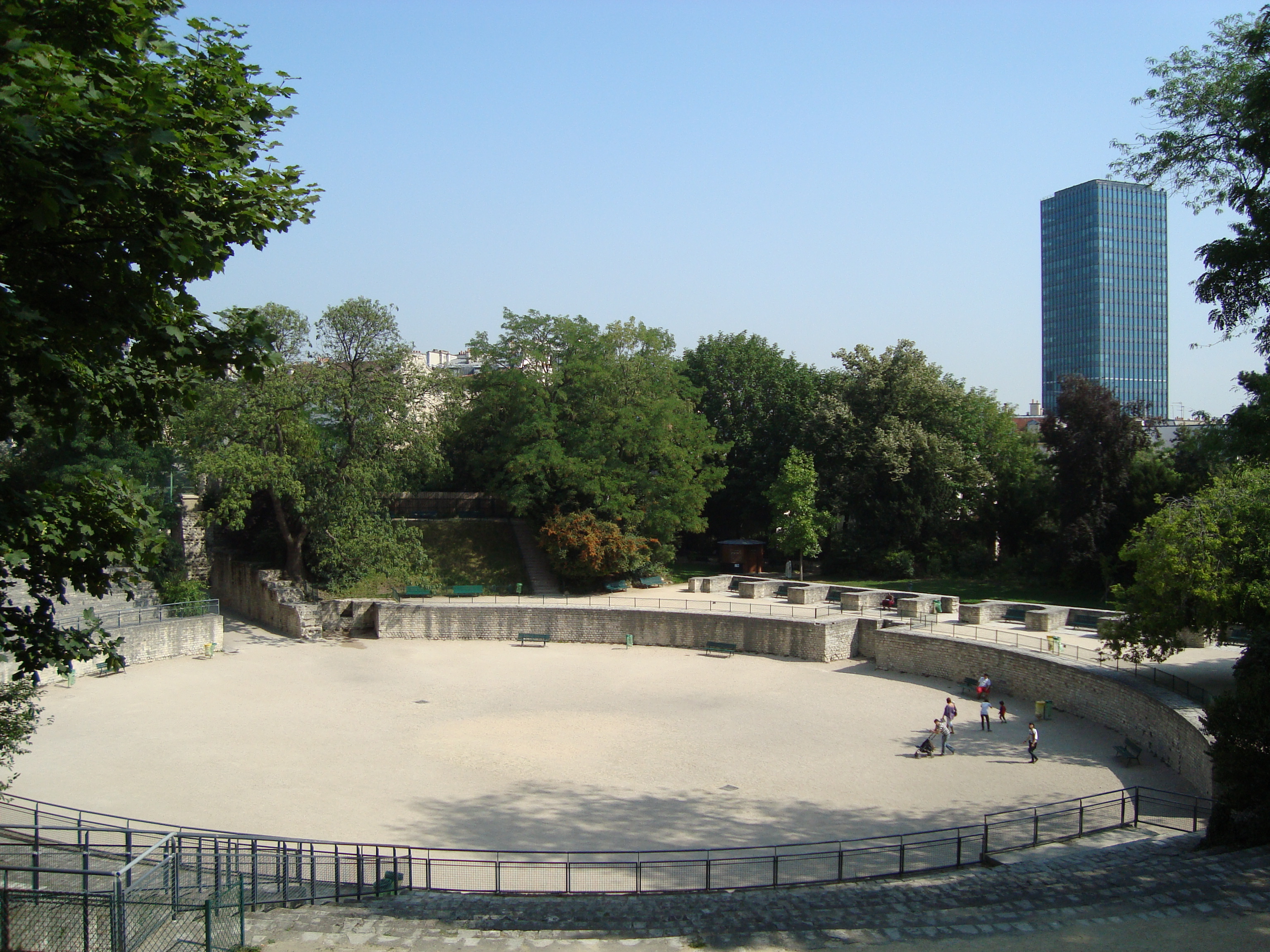
Arènes de Lutèce

Arènes de Lutèce (česky Aréna Lutetia) je částečně rekonstruovaný amfiteátr v Paříži pocházející z 1. století n. l., kdy zde stálo galo-římské město Lutetia. Částečně rekonstruovaná aréna se nachází na levém břehu řeky Seiny v 5. obvodu. Dnes je využívána jako veřejný park.

## Popis
Stavba má půlkruhový půdorys, jak bylo v té době v Galii obvyklé a sloužila současně jako divadlo (amfiteátr) i jako aréna pro bojovníky se zvířaty. Hlediště mohlo pojmout až 17 000 diváků, divadelní jeviště mělo šířku 41,20 m, plocha arény pro boje měla elipsovitý půdorys o rozměrech 52,50 x 46,8 m

## Historie
Aréna vznikla v 1. století n. l. a byla v provozu až do konce 3. století, kdy byla Lutécie zničena nájezdy barbarů. V roce 577 nechal franský král Chilperich I. stavbu opravit a konala se zde představení. Nejstarší písemná zpráva o jejích ruinách pochází ze zápisků anglického mnicha Alexandra Neckhama (1157–1217), který navštívil Paříž kolem roku 1180 a zmiňuje římský amfiteátr. Další zpráva z roku 1284 lokalizuje místo amfiteátru.

## Vykopávky
V letech 1860–1869 byly při výstavbě v ulici Rue Monge objeveny první stopy severní části arény. V letech 1883–1885 byly vykopány základy jižní části při stavbě vozovny tramvají. Vznikla Společnost přátel arény, která se snažila o záchranu tohoto místa. Jejím zastáncem byl i spisovatel Victor Hugo, který 27. července 1883 zaslal dopis prezidentovi městské rady se žádostí o záchranu arény. Městská rada nakonec vykoupila pozemek s pozůstatky římské arény a prohlásila ji za historickou památku. Po odstranění tramvajové vozovny v roce 1916 a výstavbě linky 10 pařížského metra, pokračovaly archeologické vykopávky až do konce první světové války. V roce 1918 byla dokončena rekonstrukce arény. Bohužel budovy stojící v Rue Monge již neumožnily rekonstrukci celé arény, takže je zde jen několik předních řad z původních 35.

## Aréna dnes
Aréna slouží jako veřejný park, její střed využívají mladí fotbalisté nebo hráči pétanque. Aréna je přístupná přes dům č.p. 49 v rue Monge nebo přes rue des Arènes a náměstí square René-Capitan. Park je otevřen denně od 8,30, v létě je zavírací doba v 21 hodin, v zimě v 17,00. V aréně se rovněž pořádá několik místních festivalů, např. Arènes du Jazz na konci července.